# Актюбинский (Оренбургская область)
Актюбинский — посёлок в Светлинском районе Оренбургской области. Единственный населенный пункт Актюбинского сельсовета.

## География
Самый восточный населённый пункт области и Приволжского федерального округа. Находится в 445 км к востоку от Оренбурга, в 200 км к востоку от Орска, в 60 км к северо-востоку от посёлка Светлый.
К посёлку ведёт подъездная дорога от автодороги Светлый — Восточный. Ближайшая ж.-д. станция находится в 30 км к юго-востоку в ауле Айке (Казахстан) на ж.-д. линии Лисаковск — Хромтау.
На западной окраине посёлка находится пруд.

## История
В 1966 г. Указом Президиума ВС РСФСР поселок отделения № 3 совхоза «Восточный» переименован в Актюбинский.

## Население
| 2010 | 2012 | 2013 | 2014 | 2015 | 2016 | 2017 |
| ---- | ---- | ---- | ---- | ---- | ---- | ---- |
| 554  | ↗555 | ↘528 | ↘511 | ↘499 | ↘478 | ↘470 |
| 2018 | 2019 | 2020 | 2021 |      |      |      |
| ↘459 | ↘452 | ↘405 | ↘387 |      |      |      |